# Piszkos Fred
Piszkos Fred (vagy ahogy Fülig Jimmy emlegeti: Piszok Alfréd) Rejtő Jenő egyik komikus regényalakja, több könyvében is szerepel. Ötven év körüli, hosszú, piszkos, kávészínű, gondozatlan szakálla van, és fekete szegélyű saskarmai. Bőre cserzett és ráncos, szeme apró, ravasz csillogású. Az arcán néhány gömbölyű, nagy szemölcs, jellegzetes, karvalyszerű orr, legörbülő, széles száj. Kócos, szürkésfehér hajszálai a homlokára csüngenek. Fürdésre csak életveszélyes fenyegetéssel lehetett rákényszeríteni, napbarnított arca mint nagy misztériumot őrizte az utolsó mosdás időpontját. Karakterének komikuma abból adódik, hogy nevével összhangban piszkos, elhanyagolt, tengerész módra szűkszavú és mogorva, ám éles eszének és kiterjedt ismeretségi körének köszönhetően meglepően sok szituációt képes a kedve szerint elrendezni. Jellemző húzása akarata érvényesítésére, hogy az ellentetjét mondja szándékának, őt pedig SENKI sem kedveli, beleértve a vele való egyetértést sem. Egyik állandó partnere, ugyanakkor ellenlábasa Fülig Jimmy, aki egyszer így jellemezte: „Neki van a világon a legtöbb esze. Fukar, kegyetlen, mogorva, és semmitől sem riad vissza, ha pénzről van szó. Mindenkit becsap, mindenből hasznot húz, senkivel sem barátkozik, egyedül járja a világot, és mint a neve is mutatja, teljesen piszkos”. És „… csak három dolog érdekli: a pénz és más semmi meg a velemszembeni kitólás.” Egyénisége ugyanakkor nem nélkülözi a titokzatos líraiságot sem: „letűnt fiatalsága idejéből, úgy mondják, ásatag, úri szomorúságok rejtélyes, dermedt kövületei pihentek.”

## Élete
Valamikor fregattkapitány volt az angol haditengerészetnél, de egy alkalommal néhány gyilkosságot követett el, és ott kellett hagynia szolgálatát. Utána egy ócska kis gőzösön muníciót csempészett Kínába, és visszafelé kábítószert hozott Görögországba. Wagner úrral bankot alapított Port Szaídban, más alkalommal pedig részvénytársaságot hozott létre a Főorvos, Rozsdás, a Kölyök, Bunkó és Morbitzer részvételével, és ő lett az ügyvezető-igazgató. Pillanatnyi szorultságában ellopta a Balmoral cirkálót - amit később Rozsdás ötlete alapján  átkeresztelt Radzeerre -, de hasznos szolgálatai fejében megbocsátottak neki, sőt még a cirkálót is megtarthatta. Egy ideig békében járta a tengert cimboráival, de mivel Piszkos Fred zsarnok volt, és állandóan sikkasztott a hajó költségeiből, zendülés tört ki, és a kapitányt egy viharos éjszakán, a Jóreménység foka magasságában, drámai előzmények után felpofozták. 
Később állítólag Alaszkában látták, ahol játékbarlangot nyitott, és az aranyásók komoly formában foglalkoztak a gondolattal, hogy meglincselik. Egyszer híre járt, hogy meghalt, de utóbb kiderült, hogy ő a kapitánya annak az ócska kis gőzösnek, amely dühöngő viharban segítségére sietett a zátonyra futó Tokio-Maru luxusgőzösnek, és ötven utast megmentett. Ezek később észrevették, hogy minden értéktárgyuk eltűnt. Időnként Kantonban, Triesztben vagy Rio de Janeiróban tűnik fel.
A Piszkos Fred, a kapitány c. könyvből megtudhatjuk, hogy
- Született: 1878 és 1887 között (8. fejezetből kiderül, hogy 52 éves, 25. fejezetből pedig az, hogy 193x-ben játszódik a történet) Egy másik helyen megemlíti Fülig Jimmy mint elbeszélő, hogy " Legalább 70 éves volt " Piszkos Fred azon megjegyzésére, miszerint , " Ráérek öregkoromban pihenni"...
- Civil neve: Wilbour Theodor
- Felesége: Helena (A Boldogság Szigetek királynéja, később anyakirálynő)
- Fia: St. Antonió uralkodó főherceg, Vadsuhanc, illetve később a Boldogság Szigetek királya